# Прва савезна лига Југославије у фудбалу 1978/79.
Прва савезна лига Југославије у фудбалу 1978/79. била је највиши ранг фудбалског такмичења у Југославији 1978/79. године. И педесетпрва сезона по реду у којој се организовало првенство Југославије у фудбалу. Шампион је постао Хајдук из Сплита, освојивши своју седму послератну, а укупно девету шампионску титулу. Дотадашњи шампион Партизан је био на прагу испадања у другу лигу.

## Преглед сезоне
Првака државе Партизан су напустили најбољи играч и капитен Момчило Вукотић, а мало касније и Иван Голац. Доведени су голман Раде Залад, Слободан Павковић из Војводине, док су у први тим пребачени јуниори Звонко Варга и Звонко Живковић. Због лоших резултата на крају јесењег дијела сезоне, смењен је тренер Анте Младинић, а за новог тренера постављен је Флоријан Матекало. У прољетном дијелу првенства, Петар Борота је прешао у Челси, док су на одслужење војног рока отишли Илија Завишић и Павле Грубјешић. Партизан је у јесењем дијелу првенства биљежио још горе резултате, због којих је смењен Матекало и за тренера постављен Јован Миладиновић и Партизан тек је у посљедњем колу побједом над Будућношћу успио да сачува мјесто у Првој лиги.
Уочи сезоне вођење Црвене звезде је преузео тренер Бранко Станковић. Црвено-бели су управо пролазили смену генерација. На крају прошле сезоне Драган Џајић се опростио од активног играња фудбала. Душан Савић и Милош Шестић због недисциплине нису билу првом плану Станковићевих претходника Гојка Зеца и Милована Ђорића. Шестић је био на корак од преласка у ЈНА, а дефанзивац Никола Јовановић од преласка у Олимпију. Звезда се у прелазном року није појачала звучним именима. Драган Милетовић је у редове Црвене звезде доведен из Трепче, Милан Јовин из Новог Сада и Цвијетин Благојевић из Слободе.

## Табела
| Место | Клуб                | мечева | победа | нерешених | пораза | дати голови | примљени голови | гол разлика | бодова |
| ----- | ------------------- | ------ | ------ | --------- | ------ | ----------- | --------------- | ----------- | ------ |
| 1     | Хајдук Сплит        | 34     | 20     | 10        | 4      | 62          | 28              | +34         | 50     |
| 2     | Динамо Загреб       | 34     | 21     | 8         | 5      | 67          | 38              | +29         | 50     |
| 3     | Црвена звезда       | 34     | 16     | 9         | 9      | 51          | 33              | +18         | 41     |
| 4     | Сарајево            | 34     | 17     | 5         | 12     | 56          | 53              | +3          | 39     |
| 5     | Вележ Мостар        | 34     | 15     | 8         | 11     | 50          | 41              | +9          | 38     |
| 6     | Будућност Титоград  | 34     | 15     | 8         | 11     | 33          | 36              | -3          | 38     |
| 7     | Раднички Ниш        | 34     | 11     | 13        | 10     | 38          | 34              | +4          | 35     |
| 8     | Слобода Тузла       | 34     | 11     | 10        | 13     | 34          | 34              | 0           | 32     |
| 9     | Жељезничар Сарајево | 34     | 14     | 4         | 16     | 45          | 52              | -7          | 32     |
| 10    | ХНК Ријека          | 34     | 10     | 11        | 13     | 35          | 34              | +1          | 31     |
| 11    | Борац Бања Лука     | 34     | 11     | 9         | 14     | 45          | 56              | -11         | 31     |
| 12    | Војводина           | 34     | 11     | 7         | 16     | 35          | 38              | -3          | 29     |
| 13    | НК Осијек           | 34     | 8      | 13        | 13     | 32          | 39              | -7          | 29     |
| 14    | Напредак Крушевац   | 34     | 9      | 11        | 14     | 43          | 51              | -8          | 29     |
| 15    | Партизан            | 34     | 9      | 11        | 14     | 39          | 47              | -8          | 29     |
| 16    | Олимпија Љубљана    | 34     | 11     | 7         | 16     | 34          | 53              | -16         | 29     |
| 17    | НК Загреб           | 34     | 8      | 12        | 14     | 32          | 39              | -7          | 28     |
| 18    | ОФК Београд         | 34     | 5      | 12        | 17     | 30          | 55              | -25         | 22     |
| -     | Вардар Скопље       | -      | -      | -         | -      | -           | -               | -           | -      |
| -     | Челик Зеница        | -      | -      | -         | -      | -           | -               | -           | -      |

## Најбољи стрелци
| Ред | Играч                  | Клуб            | Голови |
| --- | ---------------------- | --------------- | ------ |
| 1   | Душан Савић            | Црвена звезда   | 24     |
| 2   | Вахид Халилхоџић       | Вележ           | 16     |
| 3   | Сафет Сушић            | Сарајево        | 15     |
| 4   | Слободан Сантрач       | Партизан        | 14     |
| 5   | Сњешко Церин           | Динамо Загреб   | 13     |
| 5   | Абид Ковачевић         | Борац Бања Лука | 13     |
| 5   | Златко Крањчар         | Динамо Загреб   | 13     |
| 5   | Иван Лукачевић         | Осијек          | 13     |
| 9   | Мухамед Ибрахимбеговић | Борац Бања Лука | 12     |
| 9   | Владимир Јоцић         | Раднички Ниш    | 12     |
| 9   | Милош Костић           | ОФК Београд     | 12     |
| 9   | Сребренко Репчић       | Сарајево        | 12     |
| 9   | Славиша Жунгул         | Хајдук Сплит    | 12     |

## Састави екипа
| Екипа         | Играчи | Тренер                                            |
| ------------- | --- | ------------------------------------------------- |
| Хајдук        | Бориша Ђорђевић (32/4), Шиме Лукетин (32/3), Ведран Рожић (32), Мишо Крстичевић (31/8), Боро Приморац (30/10), Лука Перузовић (30), Дражен Мужинић (29), Ивица Шурјак (27/6), Златко Вујовић (25/9), Ненад Шалов (25/1), Иван Будимчевић (21), Зоран Вујовић (18/4), Славиша Жунгул (17/12), Давор Чоп (16/2), Мићун Јованић (16/2), Шпиро Ћосић (11), Дамир Маричић (9), Ивица Матковић (4), Марио Бољат (3/1), Роберт Јуричко (2), Милорад Нижетић (2), Маријан Зовко (1), Иван Гудељ (1), Иван Каталинић 1. | Томислав Ивић                                     |
| Динамо        | Сњежан Церин (32/13), Срећко Богдан (32/3), Рајко Јањанин (32/1), Желимир Стинчић (32), Петар Бручић (31/6), Вилсон Џони (30/11), Велимир Зајец (29/1), Златко Крањчар (26/13), Џемал Мустеданагић (25), Драгутин Вабец (24/10), Ивица Сензен (24/2), Савко Марић (17/2), Мартин Новоселац (14), Чедомир Јовичевић (13), Бранко Девчић (13), Бранко Туцак (11), Марко Млинарић (9/2), Иван Беди (8), Радимир Бобинац (7/1), Рајко Вујадиновић (7/1), Ивица Пољак (5), Марио Бонић (4), Томислав Ивковић (3), Вељко Тукша (2), Спасо Папић (1), Младен Жупетић 1. | Влатко Марковић                                   |
| Црвена звезда | Александар Стојановић (33), Цвијетин Благојевић (32/3), Душан Савић (30/24), Славољуб Муслин (30/2), Милош Шестић (28/3), Никола Јовановић (28/1), Недељко Милосављевић (27/6), Владимир Петровић (27/5), Здравко Боровница (27/3), Златко Крмпотић (25/1), Милан Јовин (23), Иван Јуришић (19), Михаљ Кери (17), Драган Милетовић (16), Душан Лукић (15), Ђорђе Миловановић (15), Зоран Јеликић (13), Зоран Симић (6/1), Петар Баралић (4/1), Зоран Филиповић (3), Душан Николић (3), Михајло Петровић (2), Живан Љуковчан (1), Звонко Радић (1), Драган Никитовић (1), Бошко Ђуровски (1), Здравко Чакалић (1), Милко Ђуровски (1), Драшко Цветковић 1                                                        | Бранко Станковић                                  |
| Сарајево      | Сребренко Репчић (34/12), Желимир Видовић (32/3), Анте Рајковић (31), Сафет Сушић (30/15), Фарук Хаџибегић (29), Предраг Пашић (27/5), Бранислав Бошњак (27), Радомир Савић (26/6), Зоран Лукић (25/3), Драгољуб Симић (24/3), Мехмед Јањош (18/3), Харис Смајић (16/2), Нихад Милак (16), Милош Ђурковић (16), Нијаз Ферхатовић (15/1), Ирфан Ханџић (12), Ненад Видаковић (11), Сеад Хоџић (10), Сенад Мердановић (8/1), Сеад Груда (8), Вахид Авдић (7/2), Агим Николић (5), Седик Фејзић (3), Хајрудин Буљетовић (1), Абдел Бешовић (1), Предраг Куртеш (1), Нијаз Мердановић 1. |                                                   |
| Вележ         | Џемал Хаџиабдић (33), Ибрахим Јакиревић (32/4), Драгомир Окука (31/7), Блаж Слишковић (29/7), Владимир Матијевић (29/4), Фрањо Владић (29/4), Вахид Халилхоџић (28/16), Дубравко Ледић (26/2), Енвер Марић (25), Веселин Ђурасовић (25), Обрен Вукићевић (15), Авдо Калајџић (15), Момчило Вукоје (14/4), Ненад Биједић (14), Сенадин Слато (14), Владимир Ћутук (12), Миомир Метер (12), Мирсад Мулахасановић (11), Славко Његуш (10), Аднан Међедовић (8), Хасан Шкрбо (5), Владимир Скочајић (2/2), Дарко Марић (2), Миле Булајић (2), Борко Јовановић 2. |                                                   |
| Будућност     | Момчило Вујачић (33), Славко Влаховић (33), Зоран Воротовић (31/2), Петар Љумовић (31), Јанко Мирочевић (31), Зоран Митић (30), Анте Мирочевић (29/7), Мојаш Радоњић (29/6), Војислав Вукчевић (29/2), Момир Бакрач (26/2), Жарко Вукчевић (25/3), Мирко Радиновић (23/3), Василије Јовановић (21/3), Владимир Мартиновић (18/3), Иван Радовић (9/1), Божо Милатовић (9), Дервиш Хаџиосмановић (7), Јагош Радовић (5), Зоран Џанкић (4), Данило Караџић (2), Бранислав Дробњак (2), Драгомир Ковачевић (1), Момчило Божовић (1), Саво Рогошић (1), Радован Бујић 1. |                                                   |
| Раднички      | Бранислав Ђорђевић (34/2), Милован Обрадовић (33), Душан Митошевић (30/8), Александар Панајотовић (30/3), Миодраг Стојиљковић (28/3), Владимир Јоцић (27/12), Мирослав Војиновић (27/1), Зоран Мартиновић (26/1), Драган Пантелић (26/1), Слободан Антић (22/3), Сава Обрадовић (19/2), Мирослав Симоновић (19), Слободан Халиловић (17/1), Љубиша Рајковић (15), Суад Калесић (12), Славољуб Николић (11), Зоран Миленковић (10), Миодраг Савић (10), Бора Николић (9), Драгослав Перић (8), Драган Васовић (7), Васил Коцев (6), Мирослав Стајић (3), Зоран Тасић 2 |                                                   |
| Слобода       | Мерсад Ковачевић (33/10), Сеад Сарајлић (32/5), Неџад Верлашевић (32/1), Исмет Хаџић (32), Неврес Гогић (31), Зоран Малишевић (28), Нихад Мујезиновић (28), Јасмин Диванефендић (27), Касим Алибеговић (25/1), Сенад Ибрић (24/1), Горан Миљановић (24/1), Гордан Џафић (23/8), Џевад Шећербеговић (19), Мидхат Мемишевић (16), Јован Геца (12), Мирза Хаџић (11), Харис Хусељић (10/1), Зоран Томић (9/2), Слободан Петровић (7), Ешреф Јашаревић (4/1), Слободан Дијамант 4. |                                                   |
| Жељезничар    | Слободан Којовић (33/6), Раде Паприца (32/6), Иван Лушић (31/3), Ранко Ђорђић (30/2), Хајрудин Сарачевић (27/5), Јосип Ђилић (27/1), Мише Мијић (25), Ненад Старовлах (23/1), Зоран Ђуљак (23), Иван Радић (22/5), Бранислав Берјан (21), Џемал Шербо (17/3), Владо Комшић (17/2), Божидар Јанковић (15/7), Драган Гламочак (14), Един Бахтић (10/3), Душко Ивановић (9), Драган Којовић (8), Стојанче Идић (8), Есад Ибрахимовић (6), Иван Цвитанушић (6), Мехмед Баждаревић (5), Драгомир Влашки (4), Синиша Ашкраба (2), Селвер Јахић (1/1), Емир Грцић (1), Драган Самарџија (1), Недим Даутовић (1), Владо Чапљић 1                                                                                        |                                                   |
| Ријека        | Серђо Макин (34/1), Милан Ружић (32/3), Радојко Аврамовић (32), Милош Хрстић (31/3), Едмонд Томић (31/3), Звијездан Радин (30/3), Дамир Десница (29/7), Драгољуб Бурсаћ (29/2), Срећко Јуричић (29/1), Никица Цукров (28/5), Адриано Фегић (26/2), Иве Јеролимов (19/2), Зоран Шестан (13/2), Сава Филиповић (10), Милан Бачваревић (10), Салих Дуркалић (9), Дарко Перанић (9), Жељко Мијач (7/1), Ивица Цар (6), Милан Радовић (5), Мирослав Шугар (4), Един Јасприца (4), Мауро Равнић (3), Жељко Белић (3), Мирослав Уљан 1 | Драгутин Спасојевић                               |
| Борац         | Фуад Ђулић (34), Златан Арнаутовић (32/4), Абид Ковачевић (31/13), Берислав Буковић (31), Мухамед Ибрахимбеговић (30/12), Џевад Кресо (30/6), Хикмет Кушмић (30/1), Зоран Смилевски (28/1), Драган Марјановић (27/6), Владо Котур (26), Звонко Видачак (25/1), Мирсад Сејдић (23/1), Ненад Лазић (22), Слободан Куљанин (17), Изет Реџепагић (15), Драго Богојевић (10), Менсур Бајагиловић (5), Предраг Станаревић (5), Миодраг Ђурђевић (4), Владимир Тодоровић 3 |                                                   |
| Војводина     | Јосиф Илић (31/5), Ратко Свилар (31), Владимир Трифуновић (30/3), Ђорђе Вујков (30/2), Ђедомир Мићовић (28/3), Драган Бошњак (28/2), Драган Тодоровић (25/3), Ђорђе Ћурчић (22/1), Милорад Пилиповић (20/1), Мирослав Јаковљевић (20), Драган Шипка (18/1), Јожеф Фабри (15/1), Петар Никезић (14/6), Шандор Мокуш (14), Слободан Вучековић (13/3), Шандор Нађ (13), Бранислав Новаковић (12), Васа Рутоњски (12), Жељко Јурчић (11/1), Ј.Трнић (9), Данило Мандић (7), Владан Димитрић (7), Ивица Радосављевић (6/1), Миленко Драгојевић (6), Златко Мајер (5), Славко Личинар (3/1), Рајко Вујадиновић (1/1), Зоран Марић 1                                                                                   |                                                   |
| Осијек        | Ивица Миљковић (33), Ратомир Дујковић (32), Иван Шмудла (29/3), Горан Поповић 2 9, Миле Думанчић (28/1), Ивица Грња (26/4), Илија Ивковић (25), Слободан Јанковић (24/4), Срећко Хуљић (24), Иван Лукачевић (21/13), Мустафа Хукић (21/3), Маринко Сумић (21), Жељко Родић 1]] (9/1), Бранко Шаренац (18), Благоје Остојић (15/1), Аранђел Тодоровић (12/1), Љупко Петровић (11/1), Мирко Шкрињар (11), Јосип Лукачевић (11), Стјепан Ђордаш (6), Кемал Ђелић (2), Здравко Ђулиновић (2), Чедомир Марас (1), Душан Алемпић 1. |                                                   |
| Напредак      | Милорад Јовановић (34/6), Зоран Симовић (33), Душан Пешић (32/6), Небојша Карамарковић (31), Стеван Комљеновић (30/7), Милан Бабић (30/2), Миладин Пештерац (28/1), Новица Костић (27/1), Миленко Рајковић (24), Жељко Јањанин (20), Драгољуб Костић (19/5), Томислав Момировић (18), Недељко Лукач (17/2), Миломир Јаковљевић (15/2), Драги Христовски (14), Павле Јевтић (12/4), Петар Трипковић (11), Зоран Вулетић (8), Јовица Шкоро (6/2), Енвер Хето (6/1), Драган Ђарапић (5), Драган Томић (4/2), Драгиша Илић (2), Новица Вулић (1), Владан Рајић 1. |                                                   |
| Партизан      | Александар Трифуновић (32/2), Ненад Стојковић (31/3), Џевад Прекази (30/2), Слободан Сантрач (29/14), Никица Клинчарски (29/3), Борислав Ђуровић (26), Звонко Живковић (24/4), Бошко Ђорђевић (24/4), Владимир Лазичић (22), Звонко Варга (20), Илија Завишић (16/2), Петар Борота (16), Рефик Козић (14/3), Томислав Ковачевић (14), Драган Арсеновић (13), Раде Залад (13), Аранђел Тодоровић (13), Милован Јовић (11), Јусуф Хатунић (10), Решад Куновац (10), Слободан Павковић (8/1), Павле Грубјешић (7/1), Сеад Машић (5), Зоран Никитовић (5), Миодраг Радовић (2), Небојша Миличић 1. | Анте Младинић Флоријан Матекало Јован Миладиновић |
| Олимпија      | Предраг Томић (34), Марко Елснер (32/5), Петер Амершек (32/4), Милан Ћаласан (31/8), Вукадин Лаловић (31), Данило Пердув (29), Зденко Искра (28/1), Љубиша Далановић (27), Јанез Вољч (26), Ванчо Балевски (22/2), Златко Клампфер (19), Михајло Петровић (17/2), Мехмед Буза (14/8), Звоне Терчич (14), Роберт Вољч (12), Слободан Доганџић (11), Данило Мандић (9), Тоне Рожич (8/3), Игор Кариж (7), Слободан Ђурић (7), Вељко Тукша (7), Јошко Глуић (3), Зоран Матовић (2), Момир Бречко (2), Раде Вујновић (2), Дарко Домаденик (2), Ватрослав Петриновић 1. |                                                   |
| Загреб        | Милан Шаровић (34), Бранимир Антолић (33/1), Маријан Ђерчек (32/4), Драго Рукљач (28/6), Божо Бакота (27/6), Маријан Брадвић (26/1), Јосип Чоп (26), Драго Ткалец (25), Дамир Валец (25), Славко Ковачић (24/4), Жељко Смолек (23/1), Атиф Липовац (23), Милидраг Хоџић (20/1), Мехмедалија Шишић (18), Звонко Ђопор (14/3), Жарко Шетка (12), Стипе Перић (11/1), Невен Рудић (9/2), Бранко Годинић (8), Ивица Пољак (7), Драган Вукадиновић (5/1), Зденко Кафка 2. |                                                   |
| ОФК Београд   | Здравко Букарица (33), Илија Петковић (30/2), Милош Костић (29/12), Љубомир Марић (25/3), Божидар Миленковић (24), Миодраг Пауновић (23/1), Слободан Батричевић (23), Мирко Митин (22), Ђорђе Уковски (18/1), Братислав Ђорђевић (18), Мирза Кахровић (18), Владета Старчевић (17), Владимир Ћулафић (16/3), Драгољуб Ивковић (16/2), Ђорђе Серпак (15/1), Милош Љубеновић (15), Милован Ђорђевић (14), Душан Башић (13/1), Миодраг Ђурић (10), Богдан Турудија (8/1), Нинослав Зец (8), Драган Стојиљковић (7), Хајрудин Ровчанин (6/1), Радослав Станковић (5), Никола Петров (4/1), Ивица Радовановић (4), Бранко Смиљанић (3), Зоран Дмитрић (3), Зоран Цветановић (2), Горан Скакић (2), Горан Зеленовић 1 |                                                   |